# 釜戸陣屋
釜戸陣屋（かまどじんや）は、江戸時代に美濃国土岐郡釜戸村（現在の岐阜県瑞浪市釜戸）にあった旗本の釜戸馬場氏の陣屋。中切陣屋とも呼ばれた。現在陣屋の建物は残っていない。

## 概要
天正10年(1582年)に勃発した本能寺の変により世の中が乱れた時に、美濃兼山城主森長可が東濃各地の豪族を攻めて自らの支配下に置いた。その際に釜戸村に陣屋を設置したのが始まりで、江戸時代に旗本となった馬場昌次も釜戸村に陣屋を置いて知行所を治めた。
釜戸馬場氏は江戸定府の旗本であり、釜戸陣屋には役人として、加勢・松井・鈴木の各氏が数人居るだけだったので、庄屋が村役人として権限を与えられていた。 

## 釜戸馬場氏
馬場氏は、源義仲（木曽義仲）を先祖とする家柄で、8代目の家佐が初めて馬場氏を称し、子孫の昌次が関ヶ原の戦いの時に、同じく木曾衆の山村良勝や千村良重と伴に妻籠城にて徳川秀忠を迎え、後に手勢を出して岩村城と明知城を攻略した功績によって、美濃国の恵那郡・土岐郡・可児郡の内で1600石を賜って旗本となったが、その後加増され土岐郡釜戸村の釜戸陣屋を拠点として2600石を有した。2代目の馬場利重は島原の乱の後長崎奉行を勤めた。また利重の妻は妻木城主の妻木家頼の娘である。後に恵那郡の275石の領地は分家した茄子川馬場氏が治め明治に至った。

## 場所
岐阜県瑞浪市釜戸町1199-1